# Lesteva hanseni
Lesteva hanseni är en skalbaggsart som beskrevs av Lohse 1953. Lesteva hanseni ingår i släktet Lesteva, och familjen kortvingar. Arten är reproducerande i Sverige.